# زمردی‌های آمریکایی
زمردی‌های آمریکایی (نام علمی: Cordulia) نام یک سرده از تیره زمردآسیابکان است.